# Football Club de Sion 2014-2015
Questa voce raccoglie le informazioni riguardanti il Football Club de Sion nelle competizioni ufficiali della stagione 2014-2015.

## Stagione
Nella stagione 2014-2015 il Sion, allenato da Frédéric Chassot, Jochen Dries e Didier Tholot, concluse il campionato di Super League al 7º posto. In Coppa Svizzera il Sion vinse la finale con il Basilea.

## Rosa
| N. |                           | Ruolo | Calciatore            |
| -- | ------------------------- | ----- | --------------------- |
| 1  | Lettonia (bandiera)       | P     | Andris Vaņins         |
| 3  | Svizzera (bandiera)       | D     | Reto Ziegler          |
| 4  | Svizzera (bandiera)       | D     | Léo Lacroix           |
| 5  | Venezuela (bandiera)      | C     | Pedro Ramírez Paredes |
| 6  | Costa d'Avorio (bandiera) | C     | Xavier Kouassi        |
| 8  | Serbia (bandiera)         | C     | Vero Salatic          |
| 10 | Romania (bandiera)        | C     | Ovidiu Herea          |
| 12 | Svizzera (bandiera)       | C     | Daniel Follonier      |
| 13 | RD del Congo (bandiera)   | A     | Chadrac Akolo         |
| 14 | Senegal (bandiera)        | A     | Moussa Konaté         |
| 17 | Gambia (bandiera)         | D     | Pa Modou Jagne        |
| 18 | Svizzera (bandiera)       | P     | Steven Deana          |
| 20 | Ungheria (bandiera)       | D     | Vilmos Vanczák        |
| 21 | Ghana (bandiera)          | A     | Ebenezer Assifuah     |

| N. |                       | Ruolo | Calciatore          |
| -- | --------------------- | ----- | ------------------- |
| 22 | Svizzera (bandiera)   | D     | Vincent Rüfli       |
| 23 | Australia (bandiera)  | C     | Dario Vidošić       |
| 25 | Senegal (bandiera)    | D     | Elhadji Ciss        |
| 26 | Svizzera (bandiera)   | C     | Michaël Perrier     |
| 28 | Svizzera (bandiera)   | D     | Beg Ferati          |
| 30 | Portogallo (bandiera) | C     | Carlitos            |
| 31 | Montenegro (bandiera) | D     | Elsad Zverotić      |
| 32 | Svizzera (bandiera)   | C     | Edimilson Fernandes |
| 34 | Senegal (bandiera)    | D     | Birama Ndoye        |
| 35 | Svizzera (bandiera)   | P     | Dany Da Silva       |
| 36 | Svizzera (bandiera)   | C     | Vincent Sierro      |
| 37 | Svizzera (bandiera)   | A     | Jolan Forestal      |
| 77 | Cipro (bandiera)      | C     | Dīmītrīs Christofī  |

## Organigramma societario
Area tecnica
- Allenatore: Didier Tholot
- Allenatore in seconda: Amar Boumilat, Bruno Pascale
- Preparatore dei portieri: Marco Pascolo
- Preparatori atletici:
- Manager tecnico: Admir Smajić
- Preparatore atletico: Amar Boumilat
- Fisioterapisti: Simone Camarca e Patricio Julio
- Massaggiatori: Henri Crettex e Malk Husseine
- Team manager: Barthélémy Constantin

## Calciomercato

### Sessione estiva
| Acquisti | Acquisti              | Acquisti      | Acquisti |
| R.       | Nome                  | da            | Modalità |
| -------- | --------------------- | ------------- | -------- |
| A        | Moussa Konaté         | Krasnodar     |          |
| C        | Carlitos              | Estoril Praia |          |
| D        | Elhadji Ciss          | Sion II       |          |
| P        | Dany Da Silva         | Le Mont       |          |
| A        | Gaëtan Karlen         | Bienne        |          |
| C        | Pedro Ramírez Paredes | Zamora FC     |          |
| D        | Steve Rouiller        | Monthey       |          |
| C        | Sébastien Wüthrich    | San Gallo     |          |

| Cessioni | Cessioni             | Cessioni       | Cessioni |
| R.       | Nome                 | a              | Modalità |
| -------- | -------------------- | -------------- | -------- |
| C        | Vullnet Basha        | Real Saragozza |          |
| C        | Benjamin Kololli     | Le Mont        |          |
| D        | Gabriel Cichero      | Mineros        |          |
| D        | Miloš Bakrač         | Budućnost      |          |
| A        | Kervens Belfort      | Étoile         |          |
| C        | Jason Buaillon       | Alcorcón       |          |
| A        | Cristian Florin Ianu | Losanna        |          |
| C        | Max Veloso           | Losanna        |          |

### Sessione invernale
| Acquisti | Acquisti       | Acquisti     | Acquisti |
| R.       | Nome           | da           | Modalità |
| -------- | -------------- | ------------ | -------- |
| C        | Vincent Sierro | ?            |          |
| D        | Elsad Zverotić | Fulham       |          |
| C        | Vero Salatic   | Grasshoppers |          |

| Cessioni | Cessioni           | Cessioni         | Cessioni |
| R.       | Nome               | a                | Modalità |
| -------- | ------------------ | ---------------- | -------- |
| C        | Ishmael Yartey     | Portland Timbers |          |
| C        | Matteo Fedele      | Grasshoppers     |          |
| D        | Steve Rouiller     | Chiasso          |          |
| C        | Sébastien Wüthrich | Montpellier      |          |
| A        | Fousseyni Cissé    | Arles            |          |
| A        | Léo Itaperuna      | Suwon Bluewings  |          |
| P        | Mathieu Débonnaire | Berliner AK 07   |          |
| A        | Gaëtan Karlen      | Thun             |          |

## Risultati

### Super League

#### Prima fase, girone di andata
| Arbitro: | Bieri |

|               |           |             |
| Schneuwly 41’ | Marcatori | 45’ Vanczák |

| Arbitro: | Pache |

|               |           |  |
| Christofī 72’ | Marcatori |  |

| Zurigo 2 agosto 2014, ore 20:00 CEST 3ª giornata | Grasshoppers | 0 – 0 referto | Sion | Stadio Letzigrund (3 800 spett.)\| Arbitro: \| Jaccottet \| |
| Arbitro:                                         | Jaccottet    |               |      |                                                             |

| Arbitro: | San |

|             |           |  |
| Vanczák 56’ | Marcatori |  |

| Arbitro: | Studer |

|             |           |  |
| Gauračs 84’ | Marcatori |  |

| Arbitro: | Studer |

|                               |           |                                          |
| Herea 69’ Carlitos 75’ (rig.) | Marcatori | 19’ Gashi 58’ Streller 84’ (aut.) Vaņins |

| Arbitro: | Gut |

|                              |           |           |
| Sadik 8’ (rig.) Frontino 70’ | Marcatori | 54’ Herea |

| Arbitro: | Klossner |

|                                               |           |             |
| Chiumiento 19’, 53’ Djimsiti 62’ Chermiti 90’ | Marcatori | 24’ Vidošić |

| Arbitro: | Amhof |

|  |           |                    |
|  | Marcatori | 74’ (rig.) Nuzzolo |

#### Prima fase, girone di ritorno
| Arbitro: | Jancevski |

|               |           |  |
| Burgmeier 49’ | Marcatori |  |

| Arbitro: | Schärer |

|                                     |           |              |
| Konaté 38’ Carlitos 50’ Perrier 79’ | Marcatori | 5’ Schneuwly |

| Sion 19 ottobre 2014, ore 13:45 CEST 12ª giornata | Sion  | 0 – 0 referto | Thun | Stade Tourbillon (7 900 spett.)\| Arbitro: \| Pache \| |
| Arbitro:                                          | Pache |               |      |                                                        |

| Arbitro: | Bieri |

|         |           |            |
| Sio 64’ | Marcatori | 48’ Konaté |

| Arbitro: | Hänni |

|                     |           |                       |
| Ndoye 29’ Jagne 47’ | Marcatori | 5’ Lüscher 22’ Wieser |

| Arbitro: | San |

|                      |           |           |
| Gajić 5’ Vilotić 83’ | Marcatori | 6’ Konaté |

| Arbitro: | Bieri |

|             |           |                                 |
| Vidošić 35’ | Marcatori | 20’ Chiumiento 43’, 79’ Etoundi |

| Arbitro: | Amhof |

|                                     |           |                                      |
| Christofī 31’ Jagne 49’ (rig.), 90’ | Marcatori | 24’ Ravet 51’ Dabour 85’ (rig.) Caio |

| Arbitro: | San |

|                      |           |  |
| Mathys 49’ Tafer 68’ | Marcatori |  |

#### Seconda fase, girone di andata
| Arbitro: | Schärer |

|  |           |                 |
|  | Marcatori | 32’, 56’ Konaté |

| Arbitro: | Amhof |

|           |           |                  |
| Gashi 68’ | Marcatori | 45’ (rig.) Jagne |

| Arbitro: | Amhof |

|                     |           |  |
| Konaté 1’, 24’, 90’ | Marcatori |  |

| Arbitro: | Erlachner |

|                         |           |                         |
| Fernandes 19’ Herea 35’ | Marcatori | 70’ Lezcano 88’ Freuler |

| Arbitro: | Amhof |

|                            |           |                         |
| Gerndt 40’ Hoarau 45’, 74’ | Marcatori | 69’ Konaté 79’ Carlitos |

| Arbitro: | Bieri |

|  |           |               |
|  | Marcatori | 50’ Follonier |

| Arbitro: | San |

|                             |           |  |
| Konaté 24’, 38’ Ziegler 74’ | Marcatori |  |

| Arbitro: | Jaccottet |

|  |           |                                                |
|  | Marcatori | 8’, 25’ Vadócz 18’ Abrashi 23’ Dabour 37’ Caio |

| Arbitro: | Pache |

|  |           |               |
|  | Marcatori | 70’ Follonier |

#### Seconda fase, girone di ritorno
| Arbitro: | Bieri |

|  |           |            |
|  | Marcatori | 34’ Embolo |

| Arbitro: | San |

|                          |           |               |
| González 2’ Ferreira 30’ | Marcatori | 56’ Follonier |

| Arbitro: | Klossner |

|               |           |                              |
| Follonier 56’ | Marcatori | 30’ (rig.), 53’ (rig.) Rikan |

| Arbitro: | Amhof |

|  |           |            |
|  | Marcatori | 52’ Konaté |

| Arbitro: | Erlachner |

|                                  |           |  |
| Vanczák 32’ Konaté 70’, 86’, 90’ | Marcatori |  |

| Arbitro: | Klossner |

|            |           |  |
| Konaté 21’ | Marcatori |  |

| Zurigo 20 maggio 2015, ore 19:45 CEST 34ª giornata | Grasshoppers | 0 – 0 referto | Sion | Stadio Letzigrund (3 100 spett.)\| Arbitro: \| San \| |
| Arbitro:                                           | San          |               |      |                                                       |

| Arbitro: | Erlachner |

|                                                                   |           |                                |
| Carlitos 12’, 34’ Follonier 19’, 67’ Herea 90’ (rig.) Perrier 90’ | Marcatori | 32’ (aut.) Carlitos 64’ Gerndt |

| Arbitro: | San |

|                                  |           |  |
| Lezcano 3’, 39’ Lustenberger 76’ | Marcatori |  |

### Coppa Svizzera
| 24 agosto 2014, ore 15:00 CEST Primo turno | La Chaux-de-Fonds | 1 – 3 | Sion |  |

| 20 settembre 2014, ore 17:30 CEST Secondo turno | Bienne | 0 – 1 | Sion |  |

| 30 ottobre 2014, ore 19:30 CET Ottavi di finale | Köniz | 0 – 3 | Sion |  |

| Arbitro: | Studer |

|                         |           |            |
| Konaté 3’ Fernandes 27’ | Marcatori | 90’ Senger |

| Arbitro: | Studer |

|  |           |            |
|  | Marcatori | 49’ Konaté |

| Arbitro: | Hänni |

|  |           |                                       |
|  | Marcatori | 18’ Konaté 50’ Fernandes 60’ Carlitos |

## Statistiche

### Statistiche di squadra
| Competizione   | Punti | In casa | In casa | In casa | In casa | In casa | In casa | In trasferta | In trasferta | In trasferta | In trasferta | In trasferta | In trasferta | Totale | Totale | Totale | Totale | Totale | Totale | DR  |
| Competizione   | Punti | G       | V       | N       | P       | Gf      | Gs      | G            | V            | N            | P            | Gf           | Gs           | G      | V      | N      | P      | Gf     | Gs     | DR  |
| -------------- | ----- | ------- | ------- | ------- | ------- | ------- | ------- | ------------ | ------------ | ------------ | ------------ | ------------ | ------------ | ------ | ------ | ------ | ------ | ------ | ------ | --- |
| Super League   | 45    | 18      | 8       | 4       | 6       | 33      | 25      | 18           | 4            | 5            | 9            | 14           | 23           | 36     | 12     | 9      | 15     | 47     | 48     | -1  |
| Coppa Svizzera | -     | 1       | 1       | 0       | 0       | 2       | 1       | 5            | 5            | 0            | 0            | 11           | 1            | 6      | 6      | 0      | 0      | 13     | 2      | +11 |
| Totale         | 45    | 19      | 9       | 4       | 6       | 35      | 26      | 23           | 9            | 5            | 9            | 25           | 24           | 42     | 18     | 9      | 15     | 60     | 50     | +10 |

### Andamento in campionato
| Giornata  | 1 | 2 | 3 | 4 | 5 | 6 | 7 | 8 | 9 | 10 | 11 | 12 | 13 | 14 | 15 | 16 | 17 | 18 | 19 | 20 | 21 | 22 | 23 | 24 | 25 | 26 | 27 | 28 | 29 | 30 | 31 | 32 | 33 | 34 | 35 | 36 |
| --------- | - | - | - | - | - | - | - | - | - | -- | -- | -- | -- | -- | -- | -- | -- | -- | -- | -- | -- | -- | -- | -- | -- | -- | -- | -- | -- | -- | -- | -- | -- | -- | -- | -- |
| Luogo     | T | C | T | C | T | C | T | T | C | T  | C  | C  | T  | C  | T  | C  | C  | T  | T  | T  | C  | C  | T  | T  | C  | C  | T  | C  | T  | C  | T  | C  | C  | T  | C  | T  |
| Risultato | N | V | N | V | P | P | P | P | P | P  | V  | N  | N  | N  | P  | P  | N  | P  | V  | N  | V  | N  | P  | V  | V  | P  | V  | P  | P  | P  | V  | V  | V  | N  | V  | P  |
| Posizione | 6 | 4 | 4 | 3 | 4 | 6 | 5 | 8 | 7 | 9  | 7  | 7  | 7  | 7  | 8  | 9  | 8  | 9  | 7  | 7  | 6  | 6  | 6  | 6  | 6  | 7  | 6  | 6  | 6  | 8  | 7  | 7  | 6  | 7  | 6  | 7  |

Legenda:

Luogo: C = Casa; T = Trasferta. Risultato: V = Vittoria; N = Pareggio; P = Sconfitta.

### Statistiche dei giocatori
| Giocatore     | Super League | Super League | Super League | Super League | Coppa Svizzera | Coppa Svizzera | Coppa Svizzera | Coppa Svizzera | Totale   | Totale | Totale      | Totale     |
| Giocatore     | Presenze     | Reti         | Ammonizioni  | Espulsioni   | Presenze       | Reti           | Ammonizioni    | Espulsioni     | Presenze | Reti   | Ammonizioni | Espulsioni |
| ------------- | ------------ | ------------ | ------------ | ------------ | -------------- | -------------- | -------------- | -------------- | -------- | ------ | ----------- | ---------- |
| C. Akolo      | 16           | 0            | 4            | 0            | 1              | 0              | 0              | 0              | 17       | 0      | 4           | 0          |
| E. Assifuah   | 16           | 0            | 1            | 0            | 3              | 0              | 0              | 0              | 19       | 0      | 1           | 0          |
| C. Carlitos   | 32           | 5            | 7            | 0            | 2              | 1              | 0              | 0              | 34       | 6      | 7           | 0          |
| D. Christofī  | 16           | 2            | 2            | 0            | 1              | 0              | 0              | 0              | 17       | 2      | 2           | 0          |
| E. Ciss       | 0            | 0            | 0            | 0            | 0              | 0              | 0              | 0              | 0        | 0      | 0           | 0          |
| F. Cissé      | 4            | 0            | 0            | 0            | 0              | 0              | 0              | 0              | 4        | 0      | 0           | 0          |
| S. Deana      | 11           | 0            | 1            | 0            | 0              | 0              | 0              | 0              | 11       | 0      | 1           | 0          |
| M. Débonnaire | 0            | 0            | 0            | 0            | 0              | 0              | 0              | 0              | 0        | 0      | 0           | 0          |
| M. Fedele     | 11           | 0            | 2            | 0            | 0              | 0              | 0              | 0              | 11       | 0      | 2           | 0          |
| B. Ferati     | 0            | 0            | 0            | 0            | 0              | 0              | 0              | 0              | 0        | 0      | 0           | 0          |
| E. Fernandes  | 16           | 1            | 7            | 0            | 3              | 2              | 1              | 0              | 19       | 3      | 8           | 0          |
| D. Follonier  | 19           | 6            | 1            | 0            | 3              | 0              | 0              | 0              | 22       | 6      | 1           | 0          |
| J. Forestal   | 0            | 0            | 0            | 0            | 0              | 0              | 0              | 0              | 0        | 0      | 0           | 0          |
| O. Herea      | 17           | 4            | 4            | 0            | 1              | 0              | 0              | 0              | 18       | 4      | 4           | 0          |
| L. Itaperuna  | 12           | 0            | 0            | 0            | 0              | 0              | 0              | 0              | 12       | 0      | 0           | 0          |
| P. Jagne      | 29           | 4            | 1            | 0            | 2              | 0              | 0              | 0              | 31       | 4      | 1           | 0          |
| G. Karlen     | 8            | 0            | 1            | 0            | 0              | 0              | 0              | 0              | 8        | 0      | 1           | 0          |
| M. Konaté     | 27           | 16           | 9            | 0            | 3              | 3              | 0              | 0              | 30       | 19     | 9           | 0          |
| X. Kouassi    | 32           | 0            | 8            | 2            | 3              | 0              | 0              | 0              | 35       | 0      | 8           | 2          |
| L. Lacroix    | 28           | 0            | 5            | 0            | 3              | 0              | 0              | 0              | 31       | 0      | 5           | 0          |
| B. Ndoye      | 27           | 1            | 3            | 0            | 2              | 0              | 0              | 0              | 29       | 1      | 3           | 0          |
| M. Perrier    | 19           | 2            | 6            | 1            | 1              | 0              | 0              | 0              | 20       | 2      | 6           | 1          |
| P. Ramírez    | 7            | 0            | 0            | 0            | 0              | 0              | 0              | 0              | 7        | 0      | 0           | 0          |
| S. Rouiller   | 6            | 0            | 2            | 0            | 0              | 0              | 0              | 0              | 6        | 0      | 2           | 0          |
| V. Rüfli      | 27           | 0            | 5            | 0            | 2              | 0              | 1              | 0              | 29       | 0      | 6           | 0          |
| V. Salatic    | 16           | 0            | 5            | 1            | 3              | 0              | 1              | 0              | 19       | 0      | 6           | 1          |
| V. Sierro     | 1            | 0            | 0            | 0            | 0              | 0              | 0              | 0              | 1        | 0      | 0           | 0          |
| D. Silva      | 2            | 0            | 0            | 0            | 0              | 0              | 0              | 0              | 2        | 0      | 0           | 0          |
| V. Vanczák    | 19           | 3            | 9            | 0            | 0              | 0              | 0              | 0              | 19       | 3      | 9           | 0          |
| A. Vaņins     | 23           | 0            | 2            | 0            | 3              | 0              | 0              | 0              | 26       | 0      | 2           | 0          |
| D. Vidošić    | 17           | 2            | 0            | 0            | 1              | 0              | 0              | 0              | 18       | 2      | 0           | 0          |
| S. Wüthrich   | 7            | 0            | 0            | 1            | 0              | 0              | 0              | 0              | 7        | 0      | 0           | 1          |
| I. Yartey     | 5            | 0            | 0            | 0            | 0              | 0              | 0              | 0              | 5        | 0      | 0           | 0          |
| R. Ziegler    | 17           | 1            | 6            | 0            | 3              | 0              | 1              | 0              | 20       | 1      | 7           | 0          |
| E. Zverotić   | 13           | 0            | 3            | 0            | 2              | 0              | 1              | 0              | 15       | 0      | 4           | 0          |